# Dębówko (województwo lubuskie)
Dębówko (niem. Eichvorwerk (Schwerin); dawn. Dębowiec) – wieś w Polsce położona w województwie lubuskim, w powiecie międzyrzeckim, w gminie Przytoczna.
Na terenie wsi znajduje się kopalnia kruszyw Kruszywa SKSM S.A. Dębówko.
W latach 1975–1998 miejscowość administracyjnie należała do województwa gorzowskiego.